# Tóth Dénes (zeneszerző)
Tóth Dénes (Budapest, 1908. november 25. – Debrecen, 1955. április 30.) magyar zeneszerző, zeneesztéta, zenepedagógus.

## Életútja, munkássága
Muzikális érdeklődését édesanyja, Sillye Erzsébet ébresztette fel, aki a Nemzeti Zenedében végzett zongora szakon. Hegedülni majd zongorázni tanult, s már tizenhárom éves korában komponált. A Pázmány Péter Tudományegyetemen 1930-ban doktorált A magyar népszínmű zenei kialakulása című, önálló kutatáson alapuló értekezésével. Bölcsészkari tanulmányaival párhuzamosan végezte el a Zeneakadémia zeneszerzés és karnagyképző szakának stúdiumát Siklós Albert, illetve Unger Ernő irányításával. 1930–31-ben mint ösztöndíjas zeneszerzést tanult Ottorino Respighinél, a Santa Cecilia Academia mesteriskolájában.
Ezután az Operaház balett-társulatának korrepetitora, majd
könyvtárnok a Nemzeti Színház, a Zeneakadémia, végül a Műegyetem könyvtárában. 1952-ben a debreceni Zenede tanárává nevezik ki, ahol zeneszerzést és más elméleti tárgyakat oktatott. 1955 áprilisában, egy Haydnról szóló ismeretterjesztő előadás közben esett össze a pódiumon, s hat nap múlva halt meg agyvérzésben.
Életműve bevégzetlen maradt; alig több mint 46 évesen, alkotóképessége csúcsán, sorsa jobbrafordulásakor vitte el a halál. Mégis számottevő, amit hátrahagyott: több mint száz zenemű, mintegy ötezer oldalnyi írás tanúskodik munkásságáról. Egy személyben tudott alkotó muzsikus, esztéta és művészeti író, kritikus és pedagógus lenni. Fő zeneművét, a Csokonai Vitéz Mihály komikus eposza nyomán írott Dorottya című balettjét 1944-ben mutatta be az Operaház, s a kritikusok kiemelték színes hangszerelését, hangfestő tehetségét. Legjelentősebb írott műve, a Hangversenykalauz három kiadását már nem érhette meg.

## Fontosabb művei
Tóth Dénesnek összesen 134 műve regisztrálható: 8 színházi és filmzene, 39 kórusmű, 23 dal, 20 zenekari mű, 16 (túlnyomórészt
vonós hangszerekre írott) kamaradarab, 28 (nagy többségben zongorára elgondolt)
szólóhangszeres mű. A zenekedvelő publikumhoz alkotásainak harmada, 46 opus
jutott el. Alkotásait a főváros jeles koncertközpontjai (Zeneakadémia, Pesti
Vigadó) mellett külföldön (Rómában, Münchenben, Velencében) is korának legjelesebb előadóművészei interpretálták. Egész életműve a nép-nemzeti gondolat iránti vonzalmát mutatja. Ez a magyar zene gyökereit kutató írásaiból éppen úgy kiderül, mint zeneműveinek egy részéből.
Csaknem húsz magyar költő verseit zenésítette meg. Zenekari műveiben meglepi a
hallgatót jó forma- s szerkesztőkészségével, kontrapunktizáló technikájával,
orchestrális fantáziájával. Kompozícióinak hangszerelésében érezhető mestere, Ottorino Respighi művészi fölfogása.

### Balettzene
- Dorottya, avagy a dámák diadalma a fársángon. Táncjáték Csokonai Vitéz Mihály komikus éposza nyomán egy felvonásban, öt képben (1941, ősbemutató: Operaház, 1944)

### Színházi zene
- Pogánytűz. Kísérőzene Kodolányi János tragédiájához (1935, bemutató: Nemzeti Színház, 1937)
- Sátoros király. Kísérőzene Szántó György színdarabjához (1936, Nemzeti Színház)

### Filmzene
- Földindulás (1939)
- A rönktől a hegedűig (1941)

### Vokális művek
- A halál himnuszából. Kórusmű férfikarra (1930)
- Ilus panasza. Háromszólamú női kar Vörösmarty Mihály versére (1931)
- Ó Jézus, Jézus. Kórusmű háromszólamú egynemű karra (1932)
- Aranyfelhő. Dal Tóth Árpád versére (1934)
- Allelújja, feltámadt. Húsvéti kánon négy szólamra (1936)
- Antigoné. Dal Áprily Lajos versére (1941)
- Mária, Kisjézus. Kis karácsonyi kantáta gyermekhangokra (1947)
- Szent Margit legendája. Oratórium (1948)
- Az új Isten. Kantáta hatszólamú vegyes karra (1949)
- Vígan táncol a kanász. Kétszólamú férfikar Weöres Sándor versére (1949)
- Felvidulás. Kórusmű Csokonai Vitéz Mihály versére (1953)
- Boldog csönd. Kórusmű Tóth Árpád versére (1953)
- Naplemente. Négyszólamú női kar Paul Verlaine versére (1954)

### Zenekari kompozíciók
- Ricercare (1934)
- Petit poéme (1934)
- Andante és Allegro (1934)
- Concerto grosso vonószenekarra (1935)
- Poéme lyrique (1937)
- Cimbalomverseny (1938)
- Rapszódia klarinétra és zenekarra (1939)
- Szimfonikus szvit nagyzenekarra (1942)
- Táncszvit a Dorottya című balett zenéjéből (1942)
- Ádám, hol vagy? Szimfonikus költemény (1943)
- Ünnepi nyitány (1951)

### Kamarazenei és szólóhangszerre írott művek
- Este Assisiben zongorára (1930)
- Székely sirató gordonkára és zongorára (1930)
- Quartetto lydico. Vonósnégyes (1931)
- Sonatina. Hegedűre és zongorára (1933)
- Fegyvertánc két zongorára (1936)
- Vonóshatos (1943)
- Sestetto per archi (1944)
- II. Vonósnégyes (1946)
- Divertimento per violino e viola (1952)
- Zongora rapszódia (1950)

## Könyvek, tanulmányok
- A magyar népszínmű zenei kialakulása. Bp., 1930, Sárkány Ny. Rt., majd 1953, Zeneműkiadó
- Hangversenykalauz I-II. I. Klasszikus zene. II. Romantikus és modern zene. Bp., 1956 (1960, 1962), Zeneműkiadó

### Esszék, tanulmányok
- Logikai mozzanatok a zenei szerkesztésben (Athenaeum, 1930)
- A hangosfilm művészi problémái (Magyar Szemle, 1930)
- Plotinos esztétikája (Egyetemes Philologiai Közlöny, 1932)
- Pauler és a zene (Pauler Ákos emlékkönyv, 1934)
- Zenei művelődésünk ma és tegnap (Magyar Szemle, 1934)
- Egyházi népénekeink sorsa (Katolikus Szemle, 1934)
- Un musicista ungherese: Zoltán Kodály (Corvina, 1938)
- A zenei kifejezés objektív értéke (Athenaeum, 1939)
- Bartók és az expresszionizmus (A Zene, 1941)
- La stagione passata dell’Opera di Budapest (Corvina, 1942)
- Zenei memória és a fejből vezénylés (Magyar Dal, 1944)
- Bábeli nyelvzavar a ma zenéjében (Hazánk, 1947)
- Zene és álom (Vasárnapi Újság, 1948)
- Debrecen zenei életének sürgető kérdései (Néplap, 1954)
- A magyar balett őskora (Táncművészet, 1978)

## Tóth Dénes emlékezete
- Tóth Dénes Árpád: Ricercare (Apakönyv). Bp., 2013, Révai
- Sonkoly István: Tóth Dénes (1908-1955). Alföld, 1955. 4. sz.
- S. I.: Tóth Dénes. Új Zenei Szemle, 1955. 6. sz.
- Boda István: Tisztelgés. Hajdú-bihari Napló, 1957. febr. 28.
- Jankovich Ferenc: Életem. Kortárs, 1966. 12. sz.
- Kolozsvári Grandpierre Emil: Az utolsó hullám. Bp., 1973, Magvető
- Vitéz Ferenc: „… angyal-szárny és semmi más”. Weöres Sándor Debrecenben előkerült kéziratai. Nagyítás, 2009. 1. sz.
- Tóth Dénes Árpád: Diárium (leltárkönyv). Bp., 2014, Révai